# Eckehard Mayer
Eckehard Mayer (* 20. Juni 1946 in Hainsberg, Landkreis Dresden) ist ein deutscher Komponist.

## Leben und Werk
Eckehard Mayer war von 1957 bis 1965 Mitglied des Dresdner Kreuzchores. Anschließend studierte er Musik in Leipzig. Von 1970 bis 1982 wirkte er an verschiedenen Theatern als Repetitor und Dirigent (u. a. Volkstheater Rostock, Sächsische Staatsoper Dresden). Von 1982 bis 2011 war er am Staatsschauspiel Dresden als Komponist, Dirigent und Pianist tätig, mit Unterbrechungen als Leiter der Schauspielmusik. Er erhielt 1976 und 1984 den Carl-Maria-von-Weber-Preis für Komposition. Eckehard Mayer lebt in Dresden und ist seit 2002 auch schriftstellerisch tätig.

## Bühnenwerke (Auswahl)
- Ballade für Nico und Maria (1978, Kammeroper nach M. Richter,)
- Die Weise von Liebe und Tod (1984, Ballett nach R. M. Rilke)
- Der goldene Topf (1989, Oper nach E.T.A. Hoffmann, Staatsoper Dresden)
- Sansibar (1994, Oper nach A. Andersch, Schwetzinger Festspiele / Bayerische Staatsoper)
- Das Treffen in Teltge (2000, Oper nach G. Grass, UA 6. März 2005 Theater Dortmund)
- Passage (2005, Oper nach C. Hein, UA 4. Mai 2006 Landesbühnen Sachsen, Synagoge Dresden)

## Schriftstellerische Tätigkeit
3 Gedichtbände, 2 Tagebücher, 2 Romane (2013 Ab jetzt ist es spät; 2016 Die Nähe), 2 Erzählungen (2017 Der Spaziergang / Nach Rosmersholm) sind im Verlag Janos Stekovics erschienen.